# Federación de las Indias Occidentales en los Juegos Olímpicos
La Federación de las Indias Occidentales estuvo representada por una delegación propia en los Juegos Olímpicos. Tras la disolución de la federación en 1962, los deportistas compitieron bajo diferentes banderas: Jamaica, Trinidad y Tobago y Barbados.
Los Juegos Olímpicos de Roma 1960 fue la única participación de la federación en las ediciones de verano. El equipo olímpico obtuvo un total de dos medallas en estos Juegos, ambas de bronce.
En los Juegos Olímpicos de Invierno la federación no participó en ninguna edición.

## Medallero

### Por edición
Juegos Olímpicos de Verano
| Evento    | Oro | Plata | Bronce | Total |
| --------- | --- | ----- | ------ | ----- |
| Roma 1960 | 0   | 0     | 2      | 2     |
| TOTAL     | 0   | 0     | 2      | 2     |

### Por deporte
Deportes de verano
| Evento    | Oro | Plata | Bronce | Total |
| --------- | --- | ----- | ------ | ----- |
| Atletismo | 0   | 0     | 2      | 2     |
| TOTAL     | 0   | 0     | 2      | 2     |